# Gabriel Brazenas
Gabriel Vito Brazenas (né à Buenos Aires, le 29 novembre 1967) est un arbitre argentin de football, qui officie depuis 1999.

## Carrière
Il a officié dans une compétition majeure : 
- Coupe du monde de football des moins de 17 ans 2003 (3 matchs)